# Monica Ravetta
Monica Ravetta (Pavia, 29 agosto 1985) è un'ex pallavolista italiana.
Giocava nel ruolo di schiacciatrice e opposto.

## Carriera
Monica Ravetta inizia la sua carriera pallavolistica nel CUS Pavia, nella squadra della sua città, in serie D nel 1999. Nel corso di quattro stagioni otterrà tre promozioni che la porteranno a giocare dalla serie D alla serie B2: le prime due promozioni sono con la squadra padovana, mentre la terza con il Libetas Villanterio.
Nella stagione 2003-04 passa tra le file del Volley Vigolzone in serie B2 dove resta per due stagioni conquistando una promozione in serie B1. Nel 2005 viene acquistata da Piacenza con la quale partecipa al campionato di serie A2 nella stagione 2006-07 dopo aver conquistato la promozione.
Nella stagione 2007-08 esordisce in serie A1 con la Futura Volley Busto Arsizio: ad inizio stagione 2008-09 viene ceduta in prestito per pochi mesi alla Brunelli Volley Nocera Umbra in serie A2, per far ritorno alla squadra bustocca a dicembre del 2008 come opposto di riserva di Tereza Matuszková. Nell'estate 2009 viene convocata per la prima volta nella nazionale italiana dove disputa diverse partite sia come titolare, come nella Piemonte Woman Cup, sia come riserva di Taismary Agüero. Con l'Italia vince un oro ai XVI Giochi del Mediterraneo.
Nella stagione 2009-10 entra a far parte del Club Italia allenato da Massimo Barbolini, ma a metà stagione viene ingaggiata dall'Aprilia Volley con la quale vince una Coppa Italia di categoria ed ottiene la promozione in massima serie. Nella stagione 2010-11 si trasferisce nel Castellana Grotte, disputando un campionato che l'ha portata ad essere la terza miglior realizzatrice con 360 punti.
Nell'annata 2011-12 viene ingaggiata per la prima volta all'estero, giocando nel campionato russo, nel Volejbol'nyj klub Zareč'e Odincovo: tuttavia la stagione successiva torna in Italia, nel Chieri Torino Volley Club.
Nella stagione 2013-14 veste la maglia della neopromossa Pro Victoria, in Serie A2: al termine del campionato si ritira dalla pallavolo giocata.

## Palmarès

### Club
- Coppa Italia di Serie A2: 1

2009-10

### Nazionale (competizioni minori)
- Giochi del Mediterraneo 2009
- Piemonte Woman Cup 2010